# Brachymystax
Genre
Brachymystax est un genre de poissons téléostéens marins et dulçaquicoles de la famille des Salmonidés, que l'on retrouve dans les rivières du nord de l'Asie et de la Russie (Mongolie, Sibérie, Extrême-Orient russe, nord de la Chine, mer du Japon et Corée du Sud).

## Habitat et biologie
Ce sont des poissons anadromes ; lorsqu'ils vivent en mer, ils sont benthopélagiques, et ils remontent les rivières jusqu'à leur partie supérieure pour se reproduire . Quand celle-ci et les lacs sont gelés en hiver, ils vivent sous la glace. Ce sont des prédateurs envers tous les animaux plus petits qu'ils rencontrent.

## Liste des espèces
Selon FishBase (29 janv. 2016), NCBI (29 janv. 2016) et ITIS (29 janv. 2015) :
- Brachymystax lenok Pallas, 1773 - qui se rencontre en Sibérie
- Brachymystax savinovi Mitrofanov, 1959
- Brachymystax tumensis Mori, 1930

## Publication originale
- Günther, 1866 : Catalogue of the Physostomi, containing the families Salmonidae, Percopsidae, Galaxidae, Mormyridae, Gymnarchidae, Esocidae, Umbridae, Scombresocidae, Cyprinodontidae, in the collection of the British Museum. Catalogue of fishes in the British Museum, vol. 6, pp. 1-368 (texte intégral) (en).